# Ткачёв, Александр Васильевич (гимнаст)
Алекса́ндр Васи́льевич Ткачёв (4 октября 1957 года, Семилуки, Воронежская область) — советский гимнаст, двукратный чемпион Летних Олимпийских игр 1980 года. Заслуженный мастер спорта СССР (1980), судья международной категории.

## Биография
Александр Ткачёв родился 4 ноября 1957 года в городе Семилуки Воронежской области. Спортивной гимнастикой занимался в воронежском «Динамо». В 1980 году окончил Воронежский государственный педагогический институт.
Являлся одним из сильнейших гимнастов мира 1970—1980-х годов.
В 1977 году впервые выполнил один из сложнейших элементов на перекладине, который позже был назван в его честь и теперь известен как «перелёт Ткачёва». Этот элемент стал одним из самых популярных и часто используемых на международных соревнованиях по спортивной гимнастике.
Позже - тренер во Франции.

## Спортивные достижения
- двукратный чемпион Олимпийских игр (1980 — командное первенство, брусья)
- серебряный призёр Олимпийских игр (1980 — кольца)
- трёхкратный чемпион мира (1979, 1981 — командное первенство, 1980 — брусья)
- трёхкратный серебряный призёр чемпионатов мира (1978 — командное первенство, 1979 — брусья и перекладина)
- трёхкратный бронзовый призёр чемпионатов мира (1979 — многоборье, вольные упражнения и кольца)
- абсолютный чемпион Европы (1981)
- трёхкратный чемпион Европы (1977 — вольные упражнения, 1979, 1980 — перекладина)
- пятикратный серебряный призёр чемпионатов Европы (1977, 1979 — многоборье, 1977 — кольца и перекладина, 1981 — брусья)
- двукратный бронзовый призёр (1981 — вольные упражнения и кольца)
- победитель Кубка мира (1977 — перекладина)
- четырёхкратный серебряный призёр Кубка мира (1977 — вольные упражнения и брусья, 1979 — кольца, 1980 — многоборье)
- четырёхкратный бронзовый призёр Кубка мира (1977 — упражнения на коне, многоборье и кольца, 1978 — перекладина)
- двукратный абсолютный чемпион СССР (1980, 1981)
- двукратный обладатель Кубка СССР (1977, 1981 — многоборье)
- двукратный серебряный призёр Кубка СССР (1978, 1979 — многоборье)
- семикратный чемпион СССР (1977, 1978, 1979, 1980, 1981 — брусья, 1979 — упражнения на коне, 1980 — вольные упражнения)
- пятикратный серебряный призёр чемпионатов СССР (1977, 1978 — перекладина, 1978, 1980 — упражнения на коне, 1981 — кольца)
- трёхкратный бронзовый призёр чемпионатов СССР (1978 — кольца, 1979 — многоборье, 1981 — перекладина)

## Галерея

Ткачёв
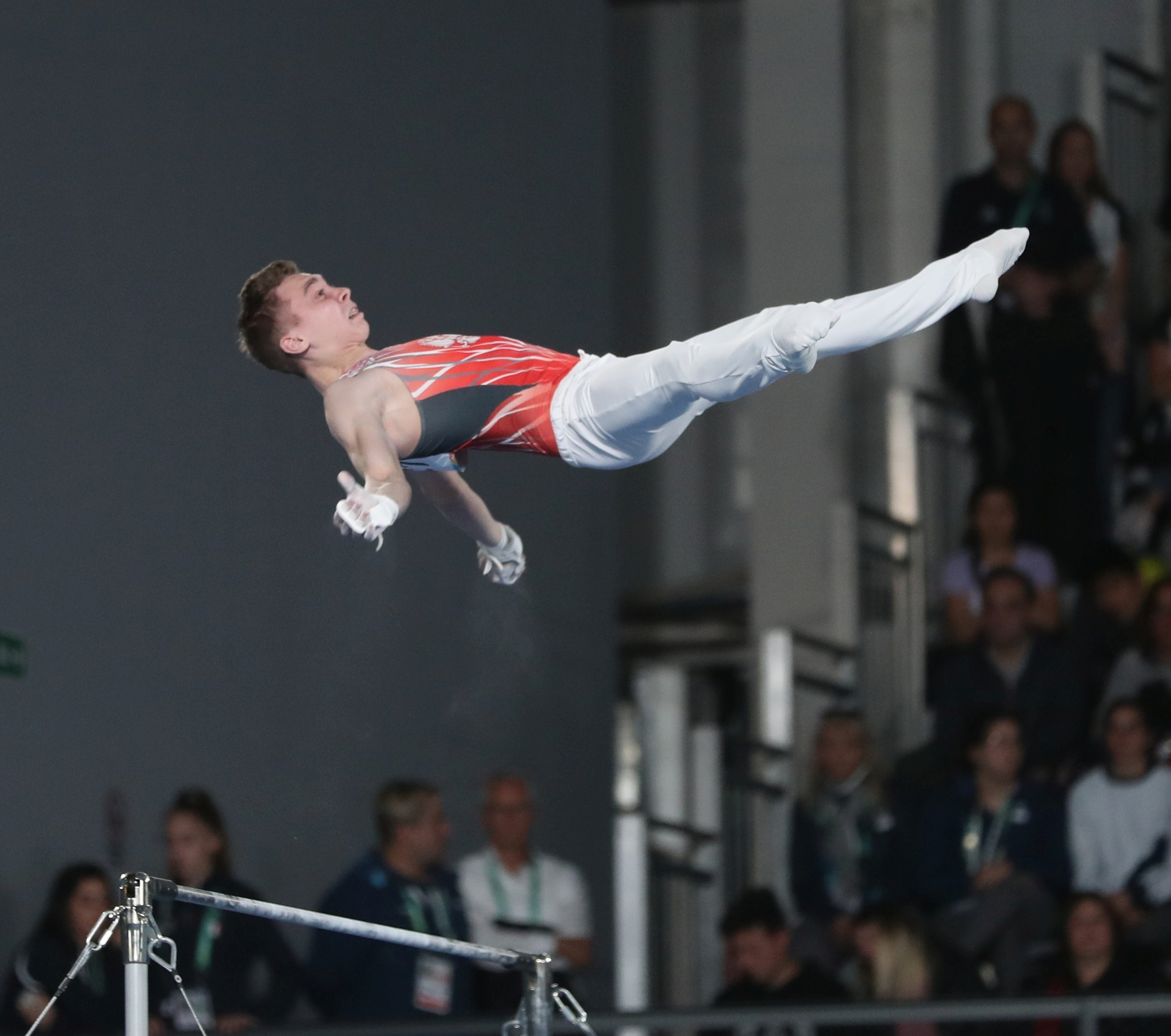
Исполняет Сергей Сергеевич Найдин на Летних юношеских Олимпийских играх 2018
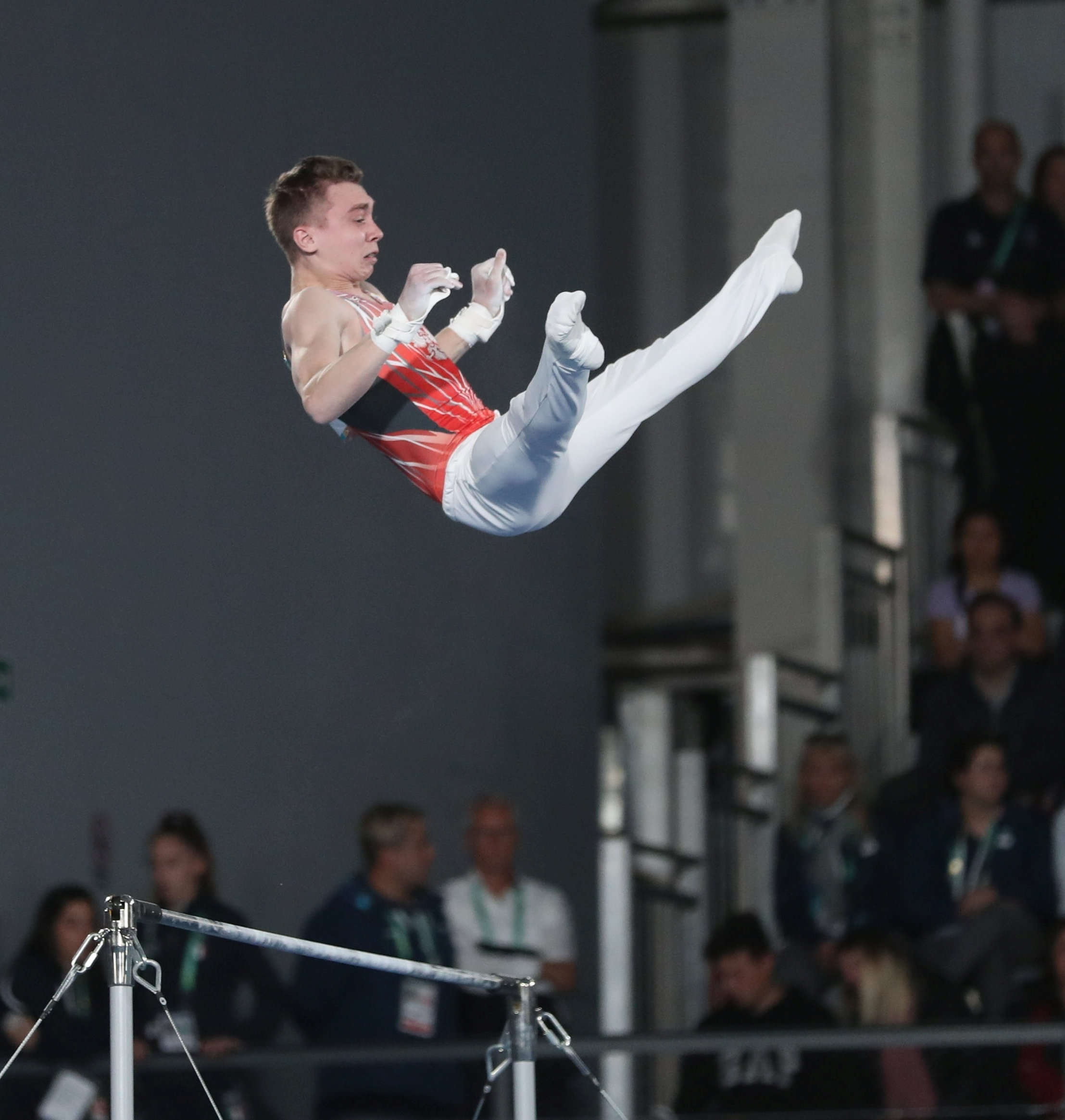
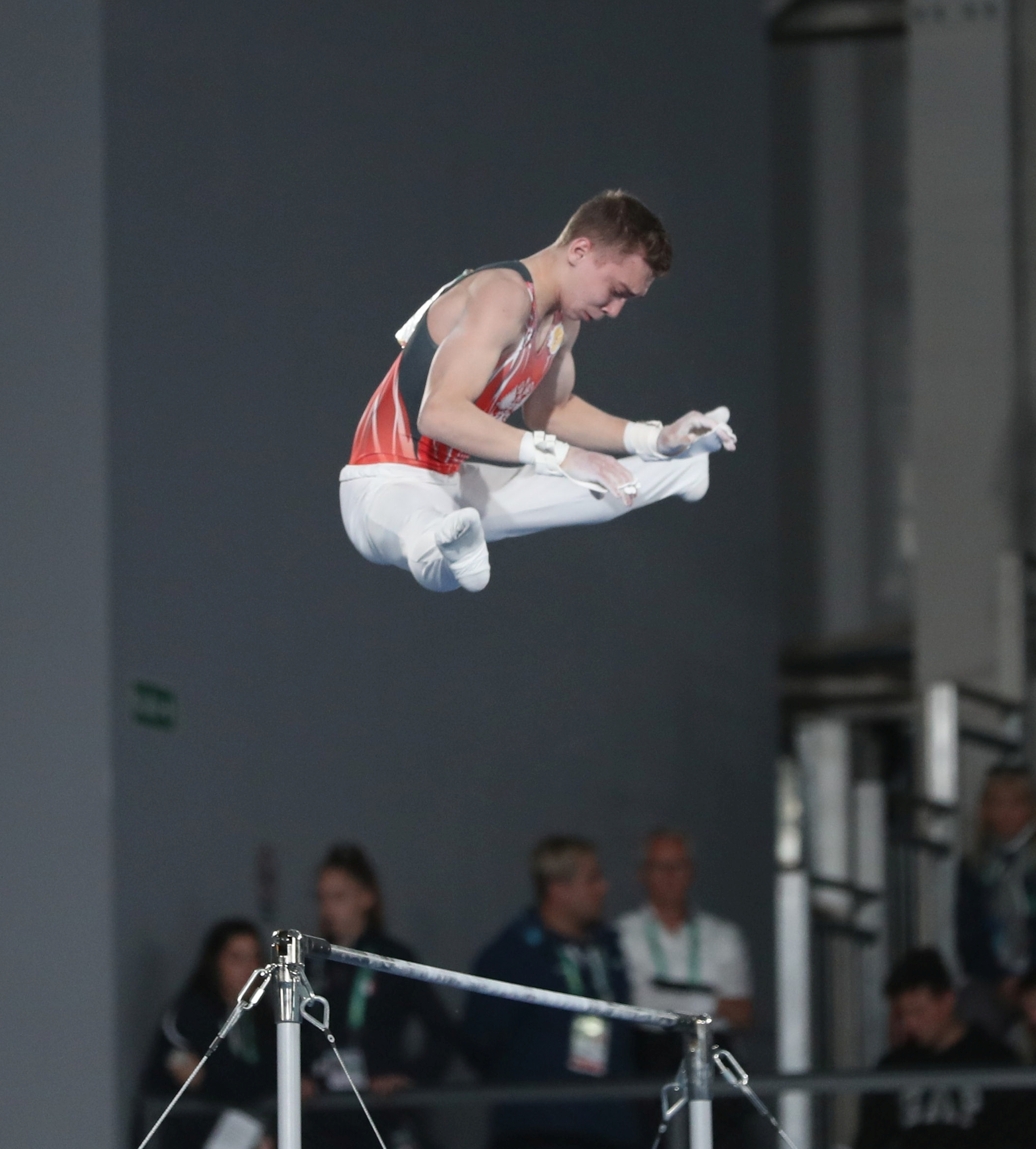
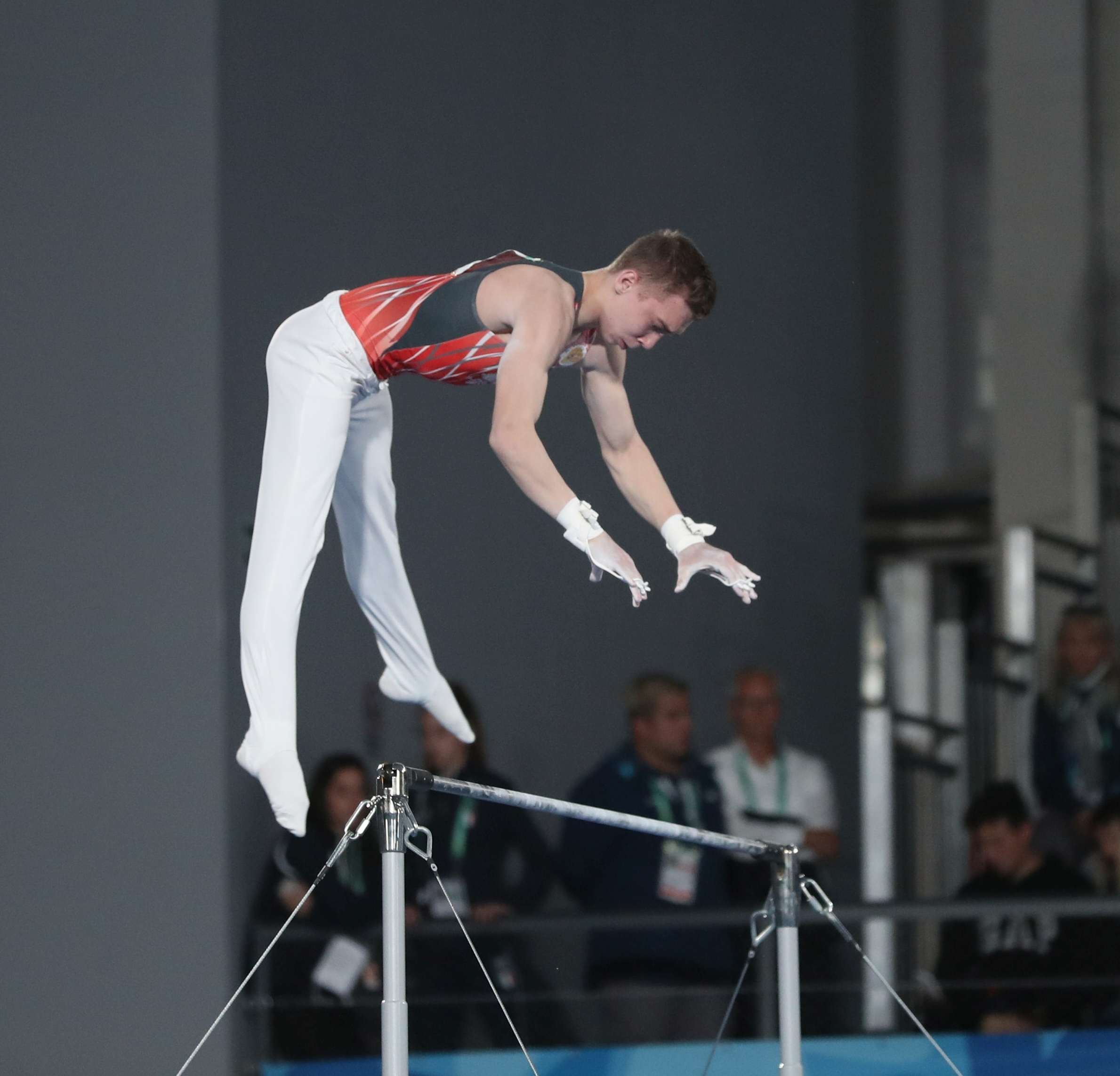
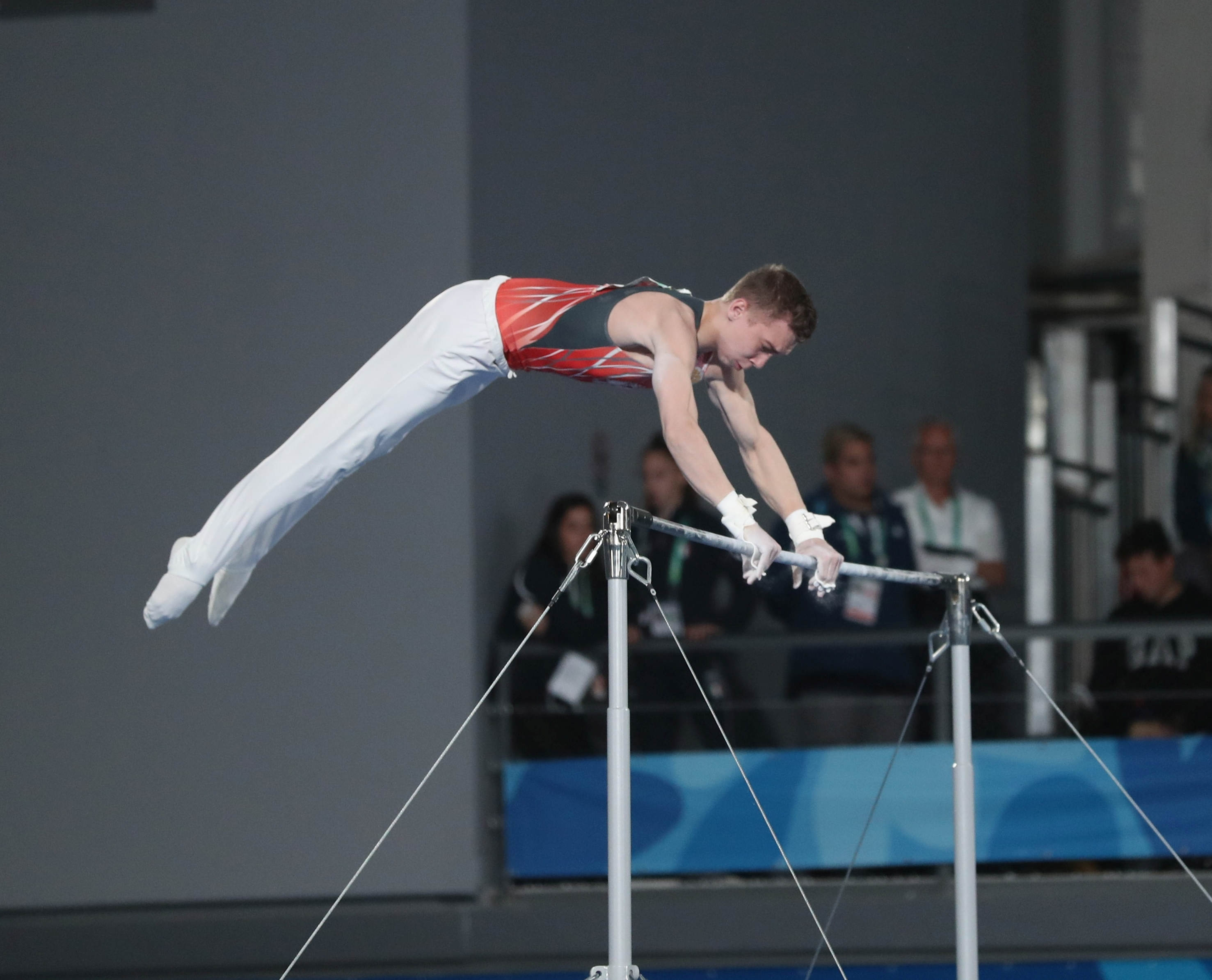